# Tapsony, Somogy
Tapsony  este un sat în districtul Marcal, județul Somogy, Ungaria, având o populație de 796 de locuitori (2011). 

## Demografie
Componența etnică a satului Tapsony
     Maghiari (81,1%)
     Romi (15,73%)
     Germani (2,74%)
     Necunoscut (0,43%)
     Alții (0,43%)
Componența confesională a satului Tapsony
     Romano-catolici (57,91%)
     Fără religie (6,91%)
     Reformați (1,76%)
     Necunoscută (32,41%)
     Alte religii (1,63%)
Conform recensământului din 2011, satul Tapsony avea 796 de locuitori. Din punct de vedere etnic, majoritatea locuitorilor (81,1%) erau maghiari, existând și minorități de romi (15,73%) și germani (2,74%). Apartenența etnică nu este cunoscută în cazul a 0,43% din locuitori.  Din punct de vedere confesional, majoritatea locuitorilor (57,91%) erau romano-catolici, existând și minorități de persoane fără religie (6,91%) și reformați (1,76%). Pentru 32,41% din locuitori nu este cunoscută apartenența confesională.